# Вілас (Вісконсин)
Вілас (англ. Vilas) — місто (англ. town) в США, в окрузі Ланґлейд штату Вісконсин. Населення — 226 осіб (2020).

## Демографія
Згідно з переписом 2010 року, у місті мешкали 233 особи в 93 домогосподарствах у складі 63 родин. Було 171 помешкання
Расовий склад населення:
| - 98,7 % — білих - 0,4 % — вихідців з тихоокеанських островів - 0,4 % — азіатів |

До двох чи більше рас належало 0,4 %. Частка іспаномовних становила 0,4 % від усіх жителів.
За віковим діапазоном населення розподілялося таким чином: 23,2 % — особи молодші 18 років, 60,5 % — особи у віці 18—64 років, 16,3 % — особи у віці 65 років та старші. Медіана віку мешканця становила 42,7 року. На 100 осіб жіночої статі у місті припадало 106,2 чоловіків;  на 100 жінок у віці від 18 років та старших — 113,1 чоловіків також старших 18 років.
Середній дохід на одне домашнє господарство  становив 61 295 доларів США (медіана — 52 500), а середній дохід на одну сім'ю — 70 297 доларів (медіана — 66 250). Медіана доходів становила 41 111 долар для чоловіків та 31 250 доларів для жінок. За межею бідності перебувало 22,1 % осіб, у тому числі 53,7 % дітей у віці до 18 років та 5,7 % осіб у віці 65 років та старших.
Цивільне працевлаштоване населення становило 159 осіб. Основні галузі зайнятості: виробництво — 23,3 %, освіта, охорона здоров'я та соціальна допомога — 19,5 %, роздрібна торгівля — 13,8 %.